# Лазар Хребелянович
Лазар Хребелянович (1329, Прилепаць — 22 червня 1389, Косово Поле поблизу Приштини) — сербський правитель (1371—1389 роки), національний герой. Частина Сербії, підвладна Лазару, значно зменшилася внаслідок наступу османів.

## З життєпису
Лазар Хребелянович, ймовірно, народився в 1329 році в замку Прилепаць (Prilepac) поблизу міста Ново-Брдо. Батько Лазара був суддею короля Стефана Душана в Призрені. У той час, коли Стефана Душана було короновано імператором, Лазар мав 17 років. Володіння Хребеляновичів були невеликими: тільки замок Прилепаць (де народився Лазар) та місто Призрен.
У 1353 році Лазар одружився з донькою князя Вратка Неманича.
Після раптової смерті царя Стефана Душана (Неманича) 20 грудня 1355 року Лазар був присутній на похоронах Стефана, якого поховали у мавзолеї Святих Архангелів у місті Призрен.
Загинув після того, як пораненим потрапив у полон під час битви на Косовому полі 1389 року. Похований в Раваницькому монастирі, де частина його мощей зберігається і досі.

### Родина
- Марія (померла 1426 року) — донька, дружина Вука Бранковича[1]